# Willi Langemann
Willi Langemann (* 30. November 1939) ist ein ehemaliger deutscher Fußballspieler, der in der Saison 1962/63 für SV Arminia Hannover 26 Spiele mit sieben Toren in der Oberliga Nord bestritten hat.

## Laufbahn

### Amateur, bis 1962
Der bei Viktoria Woltwiesche (2008: Lengede) die Anfänge des Fußballspiels erlernende Stürmer Willi Langemann wurde 1958 in die Jugendnationalmannschaft des DFB berufen. Vom 12. März bis 15. Mai 1958 war er in sechs Länderspielen im Einsatz. Dazu gehörte das UEFA-Juniorenturnier vom 2. bis 9. April im Saarland, wo Langemann in allen vier Begegnungen der deutschen Mannschaft gegen Österreich (2:1), Tschechoslowakei (3:1), Belgien (2:2) und Italien (1:1) auf Rechtsaußen an der Seite von Mitspielern wie Peter Kunter, Friedel Rausch, Ernst Kuster, Günter Herrmann und Willibert Kremer aktiv war. Mit Leu Braunschweig gewann er 1961 und 1962 zweimal die Meisterschaft in der Amateurliga Niedersachsen Ost und scheiterte 1962 im Entscheidungsspiel gegen den VfB Lübeck am Aufstieg in die Oberliga Nord. Seine herausragenden Leistungen wurden durch den Einsatz am 7. April 1962 in Hannover im Länderspiel der deutschen Fußballnationalmannschaft der Amateure gegen Italien gewürdigt. Beim 2:1-Erfolg der DFB-Mannschaft stürmte er auf Linksaußen. Seine Angriffskollegen waren Lothar Ulsaß, Heinz-Herbert Kreh, Albert Kühn und Heinz Höher. Vom zweiten Aufsteiger in die Oberliga Nord, Arminia Hannover, erhielt er zur Runde 1962/63 ein Vertragsangebot, worauf er zu den „Blauen“ in die Landeshauptstadt wechselte.

### Arminia Hannover, 1962 bis 1968
Arminia nahm neben Langemann noch zusätzlich die Spieler Johannes Hein (Heider SV), Ernst-August Künnecke (VfV Hildesheim) und die zwei Jugendspieler Jürgen Grupe und Meinhardt Messner neu unter Vertrag. Am ersten Spieltag der letzten Oberligarunde 1962/63, am 19. August 1962, debütierte Langemann unter Trainer Fritz Schollmeyer als Flügelstürmer bei der 1:2-Niederlage bei St. Pauli im Team von Arminia Hannover in der Oberliga Nord. Die ersten Treffer gelangen ihm am 3. November 1962 beim 4:0-Auswärtserfolg bei Altona 93, als er drei Treffer zum Sieg beisteuern konnte. Der Aufsteiger verlor in den Derbys gegen Hannover 96 das Spiel in der Hinrunde und gewann das Spiel in der Rückrunde mit 4:2 Toren. Langemann bildete zumeist mit Gerhard Elfert den linken Flügel von Arminia, die am Rundenende auf dem zehnten Platz landete, einen Rang hinter den „Roten“. In 26 Einsätzen hatte Langemann sieben Treffer erzielt. Lothar Ulsaß ragte mit 23 Toren im Arminia-Team heraus, Langemann und Elfert rangierten in der internen Torschützenliste mit Abstand dahinter.
Ab der Saison 1963/64 gehörte Arminia der Regionalliga Nord an. Hinter Meister St. Pauli und dem Vizemeister Hannover 96 kamen die Arminen auf dem dritten Rang ein. Der Angriff der „Blauen“ mit Langemann, Ulsaß, Dieter Perau, Elfert und Helmut Kafka gehörte zum Besten was in dieser Runde im Norden aktiv war. Im zweiten und dritten Jahr in der Regionalliga Nord erlebte Langemann die Arbeit von Trainer Horst Witzler. Die Mannschaft vom Bischofsholer Damm landete auf den Plätzen vier und sechs und verpflichtete zur Runde 1966/67 den Trainersenior Hans Hipp. Arminia gewann die Meisterschaft 1967 vor Göttingen 05 und Holstein Kiel. In der Bundesliga-Aufstiegsrunde belegte man hinter dem Aufsteiger Borussia Neunkirchen und SW Essen den dritten Rang, vor Bayern Hof und Hertha BSC. Willi Langemann hatte alle acht Spiele bestritten und zwei Tore erzielt. Zu den Leistungsträgern der erfolgreichen Arminia-Mannschaft zählten die Torhüter Helmut Fischer und Werner Lyzio, Verteidiger Heinz Stauvermann, Stopper Klaus Forbrig und Angreifer Heinz-Dieter Hansing. Als 1968 den Arminen die Titelverteidigung gelang, gehörte Willi Langemann nicht mehr der Stammbesetzung an. Er ließ sich im Sommer 1968 reamateurisieren und beendete seine Laufbahn als Vertragsfußballer. Insgesamt bestritt Willi Langemann 97 Spiele in der Regionalliga Nord und erzielte dabei 27 Tore.